# Carro a ar comprimido

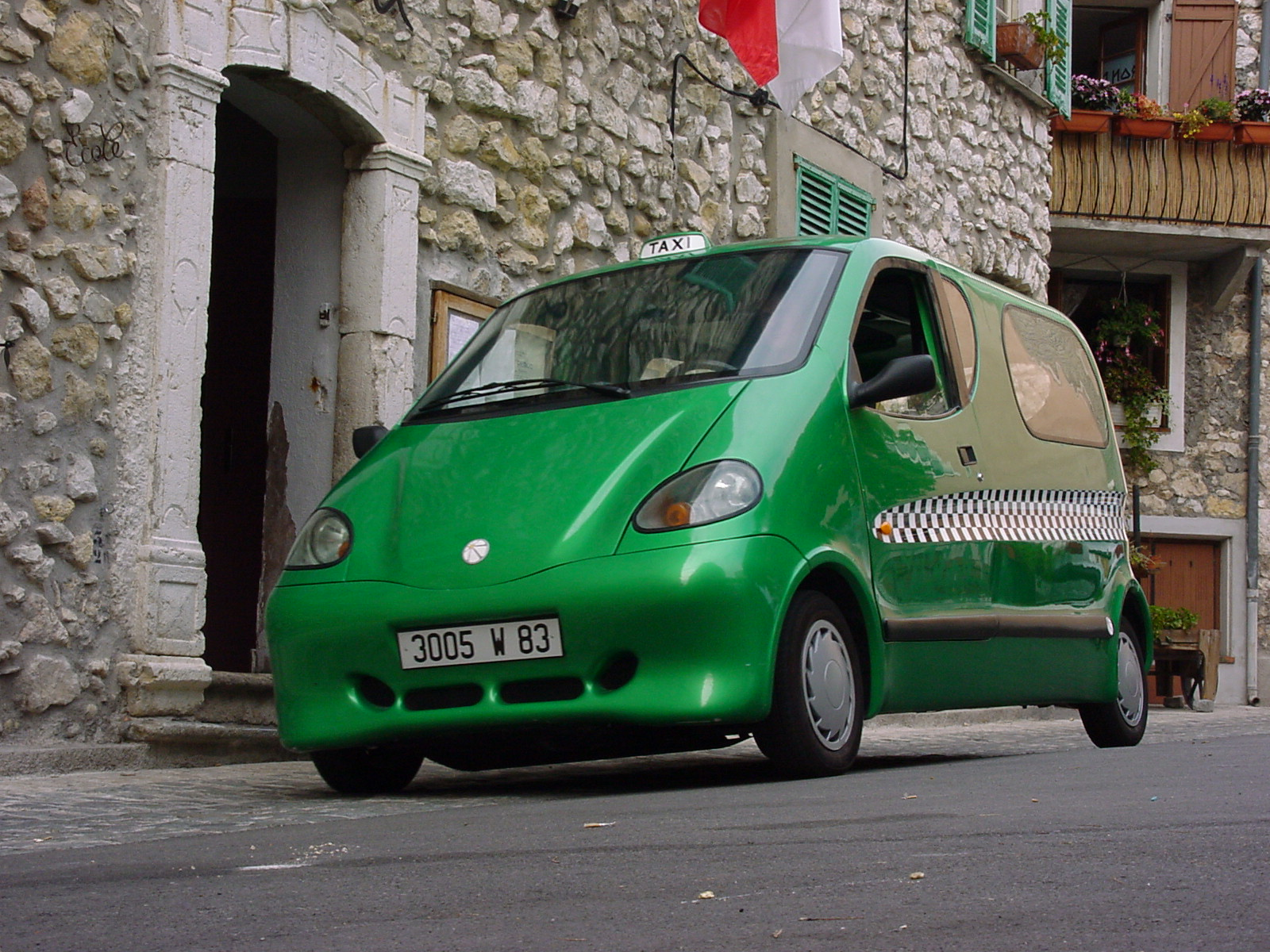
Tata/MDI OneCAT

Um carro a ar comprimido é um carro que possui um motor alimentado a ar comprimido. O carro pode usar apenas o ar comprimido como sua fonte de alimentação ou combinado (como num veículo híbrido) com gasolina, diesel, etanol, ou elétrico com frenagem regenerativa.

## Tecnologia

### Motorização
Carros movidos a ar comprimido usam motores movidos por um sistema, alimentado por um cilindro de altíssima pressão: 31 MPa (4500 psi ou 310 bar). Diferentemente dos motores a combustão, nos quais há a ignição de uma mistura combustível-ar que move os pistões, os carros a ar comprimido movem-se pela expansão do ar comprimido, de maneira similar à expansão do vapor num motor a vapor.

#### Densidade de energia
O ar comprimido possui densidade de energia relativamente baixa. O car a 30 MPa (aproximadamente 4.350 psi) contém por volta de 50 Wh de energia por litro (e normalmente pesa 372 g/l). A título de comparação, uma bateria chumbo-ácido contém 60-75 Wh/l.  Uma bateria d íon de lítio contém de 250 a 620 Wh/l. O EPA estima a densidade de energia da gasolina em 8890 Wh/l; entretanto, um motor a gasolina típico, com apenas 1% de eficiência pode utilizar de forma efetiva o equivalente a 1694 Wh/l. A densidade de energia de um sistema a ar comprimido pode ser mais que dobrada se o ar for aquecido antes da expansão.
De forma a aumentar a densidade de energia, alguns sistemas podem usar gases liquidificados ou solidificados. "o CO2 oferece maior compressibilidade que o ar quando muda da forma gasosa para a supercrítica."

## Emissões
Os veículos a ar comprimido podem ser livres de emissão, contanto que a fonte de compressão do ar, geralmente a eletricidade, também provenha de fontes limpas. Assim, o impacto ambiental dependerá de quão limpa é a fonte dessa eletricidade. Entretanto, muitos desses veículos usam motores a gasolina para outras tarefas. O nível de emissões pode ser comparado à metade do dióxido de carbono produzido por um Toyota Prius (0,34 lb/mi, ou 0,095 kg/km). 
Entretanto, um estudo realizado em 2009 mostrou que mesmo com assunções muito otimistas, o armazenamento de energia do ar é menos eficiente que o químico, através de baterias.

## Vantagens
As principais vantagens de um motor alimentado a ar são:
- Não usar gasolina ou outros combustíveis fósseis;
- O reabastecimento pode ser feito em casa,[4] mas encher os tanques a toda pressão exigiria compressores para 250-300 bar (3626-4351 psi), que normalmente não estão disponíveis para utilização doméstica e não profissional, considerando-se o perigo inerente à operação nesses níveis de pressão. Tal como ocorre com a gasolina, o óleo diesel, o etanol e o GNV, os postos teriam de instalar equipamentos adequados para esse uso caso a tecnologia se torne suficientemente viável;
- Os motores a ar comprimido diminuiriam o custo de produção, pois dispensam refrigeração, velas de ignição, motor de arranque e silenciadores;
- A taxa de descarga é muito baixa se comparada à das baterias, que perdem carga lentamente ao longo de muito tempo. Assim, o veículo pode ser deixado parado por mais tempo que os veículos elétricos.
- A expansão do ar comprimido diminui a sua temperatura: tal propriedade pode ser utilizada como  ar-condicionado.
- Redução ou eliminação de produtos químicos perigosos e/ prejudiciais ao meio ambiente tais como a gasolina e os ácidos e metais das baterias;
- Algumas configurações mecânicas podem permitir a recuperação de energia durante a frenagem comprimindo e armazenando ar.
- A Universidade de Lund, na Suécia, produziu uma pesquisa na qual ônibus poderiam ter melhoria de eficiência de até 60% no sistema híbrido a ar.[5] Mas isto se refere apenas a conceitos híbridos a ar, por causa da recuperação de energia durante a frenagem, não a veículos exclusivamente a ar comprimido.

## Desvantagens
As principais desvantagens do sistema são as fases de conversão energética e da transmissão, uma vez que cada uma delas tem perdas inerentes. Para veículos com motores a combustão, a energia é perdida quando a energia química dos combustíveis fósseis transforma-se em  energia mecânica pelo moto. Para veículos elétricos, a usina gera a energia transmitida para as baterias, que transmitem a eletricidade para o moto, que por sua vez a converte para energia mecânica. Para veículos movidos a car comprimido, a eletricidade produzida pela usina é transmitida para um compressor, que mecanicamente comprime o ar dentro do tanque do veículo, que passa ao motor, convertendo-o para energia mecânica.
Questões adicionais:
- Quando o ar se expande no motor, ele esfria muito e rapidamente e deve ser aquecido até a temperatura ambiente usando-se um trocador de calor. O aquecimento é necessário para obter resultado significativo na saída de energia. Esse trocador pode ser problemático, porque sendo sua tarefa semelhante à de um intercooler num motor de combustão interna, a diferença de temperatura entre o ar que entra e o gás que está dentro do motor é menor. Ao se aquecer o ar armazenado, o objeto pode ficar muito frio e congelar em lugares com climas frios e úmidos.
- Reabastecer o tanque de ar usando um compressor de ar doméstico ou de pouca capacidade pode levar até quatro horas, enquanto equipamentos especializados podem encher os tanques em apenas três minutos.[4] Para armazenar 2.5 kWh a 300 bar em 300 reservatórios de 300 litros (90 m³ de ar a 1 bar), exige aproximadamente 30 kWh de energia do compressor (com um compressor adiabático de estágio simples), ou aproximadamente 21 kWh com uma unidade industrial de estágios múltiplos. Isto significa que é necessária uma potência de 360 kW para encher os reservatórios em cinco minutos numa unidade de estágio simples, ou 250 kW com estágios múltiplos  Entretanto, a compressão com intercooler e isotérmica é muito mais eficiente e prática que a compressão adiabática, se trocadores de calor suficientemente eficientes forem usados. Eficiências de até 65% podem ser alcançadas, enquanto para compressores industriais a eficiência máxima está por volta de 50%.
- A eficiência média de um veículo usando armazenamento de energia em ar comprimido, usando os valores acima indicados, fica entre 5 a 7%.[6] A título de comparação, a avaliação de eficiência de um sistema convencional da transmissão num sistema a combustão interna está por volta de 14%,[7]
- Testes iniciais demonstraram a capacidade extremamente limitada dos tanques: o único teste publicado de um veículo funcionando a ar comprimido foi limitado a uma autonomia de meros 7,22 km.[8]
- Um estudo de 2005 demonstrou que carros funcionando com baterias de íons de lítio ou com células de combustível têm mais que o triplo da performance nas mesmas velocidades.[9] Foi declarado em 2007 que um ar a car comprimido pode rodar 140 km em uso urbano e ter uma autonomia de 80 km com velocidade máxima de 110 km/h em rodovias,[10] quando movidos somente a ar comprimido mas até o presente momento não se produziu um veículo que atingisse tal performance.
- Uma pesquisa da Universidade de Berkeley em 2009: "Mesmo sob assunções altamente otimistas, um carro a ar comprimido é significativamente menos eficiente que um veículo elétrico a bateria e produz mais emissões de gases do efeito estufa que um carro convencional a gasolina". Entretanto, esta também sugeriu: "um sistema híbrido pneumático e a combustão, é tecnologicamente viável, barato e poderia eventualmente competir com veículos híbridos elétricos."[11]